# تیبیسسا
تیبیسسا (به اسپانیایی: Tivissa) یک شهرستان در اسپانیا است که در استان تاراگونا واقع شده‌است.

## خصوصیات
تیبیسسا ۲۰۹٫۴ کیلومترمربع مساحت و ۱٬۸۱۵ نفر جمعیت دارد و ۳۰۹ متر بالاتر از سطح دریا واقع شده‌است.